# Andrew Kerr (Wasserballspieler)
Andrew Kerr (* 2. April 1954 in Sydney) ist ein ehemaliger australischer Wasserballspieler.

## Karriere
Andrew Kerr nahm 1976 in Montreal erstmals an Olympischen Spielen teil. Die Australier belegten den elften Platz, Kerr warf insgesamt sechs Tore. Bei der Weltmeisterschaft 1978 in West-Berlin belegten die Australier den neunten Platz. Kerr erreichte den zweiten Platz in der Torschützenliste und wurde für das Weltteam nominiert.
Zwei Jahre später bei den Olympischen Spielen 1980 in Moskau gelang den Australiern in der Platzierungsrunde um die Ränge 7 bis 12 ein 5:4-Sieg gegen die italienische Mannschaft, den amtierenden Weltmeister. Durch diesen Sieg erreichten die Australier den siebten Platz. Kerr erzielte insgesamt neun Treffer, davon zwei im Spiel gegen Italien.
1982 bei der Weltmeisterschaft in Guayaquil belegten die Australier den elften Platz. Bei den Olympischen Spielen 1984 in Los Angeles erreichten die Australier in der Vorrunde den zweiten Platz hinter den Deutschen, aber vor den Italienern. Die Niederlage gegen die deutsche Mannschaft mussten die Australier in die Finalrunde mitnehmen, hinzu kamen ein Sieg, ein Unentschieden und zwei Niederlagen. Damit belegten die Australier den fünften Rang. Kerr warf sechs Turniertore. 1988 nahm Kerr als zweiter Australier nach Peter Montgomery an seinem vierten olympischen Wasserballturnier teil. Nach einem vierten Platz in der Vorrundengruppe erreichten die Australier in den Platzierungsspielen den achten Rang. Kerr erzielte noch einmal vier Tore.
Andrew Kerr ist mit 507 Länderspielen vor Ray Mayers und Peter Montgomery australischer Rekordnationalspieler.
Auf Vereinsebene spielte er von 1973 an beim Cronulla Sutherland Water Polo Club,  mit dem er in den nächsten 18 Jahren fünf australische Club-Meistertitel gewann. Mit der Mannschaft von New South Wales gewann Kerr 13 australische Staatsmeisterschaften. 2009 gehörte Kerr zu den ersten neun Mitgliedern der Hall of Fame des australischen Wasserballs.